# Clarissa Ambach
Clarissa Ambach (* 20. Jahrhundert) ist eine deutsche Filmeditorin aus Berlin.
Clarissa Ambach war von Anfang der 1970er Jahre bis 2002 als Filmeditorin tätig. Sie wirkte bei 35 Film- und Fernseh-Produktionen mit, darunter bei dem von Artur Brauner 1971 produzierten Kultfilm Vampyros Lesbos – Erbin des Dracula (engl.: She killed in Ecstasy).

## Filmografie (Auswahl)
- 1971: Vampyros Lesbos – Erbin des Dracula (Las vampiras)
- 1971: Der Teufel kam aus Akasava
- 1971: Sie tötete in Ekstase
- 1972: Das Geheimnis der grünen Stecknadel (Cosa avete fatto a Solange?)
- 1972: Das Rätsel des silbernen Halbmonds (Sette orchidee macchiate di rosso)
- 1975: Der letzte Schrei
- 1975: Tagebuch
- 1978: Karschunke & Sohn (Fernseh-Mehrteiler)[3]
- 1979: Beschreibung einer Insel
- 1980: Charlotte
- 1981: Das Traumschiff (Fernsehreihe, 2 Folgen)
- 1981: Nach Mitternacht
- 1984: Didi – Der Doppelgänger
- 1984: Gülibik
- 1985: Richy Guitar
- 1989: Bangkok Story
- 1993: Kein Pardon
- 1995–1998: Balko (Fernsehserie, 32 Folgen)
- 1997: Der Hauptmann von Köpenick
- 1998: Abgehauen